# Тимофеев, Олег Яковлевич
Олег Яковлевич Тимофеев (род. 1957) — российский учёный-кораблестроитель, профессор, доктор технических наук, специалист в области прочности и надёжности конструкций надводной и подводной техники.

## Образование
- 1974—1980 — окончил Ленинградский кораблестроительный институт по специальности «Прикладная математика»
- 1984 — присуждена учёная степень кандидата технических наук. Тема диссертации: «Методы машинного проектирования корпусных конструкций транспортных плавучих доков»
- 1994 — присвоено учёное звание «доцент»
- 2002 — присуждена учёная степень доктора технических наук. Тема диссертации: «Прогнозирование показателей надёжности конструкций ледового пояса»[2]

## Научная карьера

### Основная деятельность
- 1983—1986 — ассистент кафедры конструкции судов
- 1986—1994 — старший преподаватель кафедры конструкции судов
- 1994—2002 — доцент кафедры конструкции судов
- 2002—2006 — профессор кафедры конструкции судов
- 2006—2007 — ведущий научный сотрудник Крыловского государственного научного центра
- 2007—2008 — начальник сектора Крыловского государственного научного центра
- 2008—2009 — начальник отдела Крыловского государственного научного центра
- 2009—2013 — начальник отделения гражданской морской техники Крыловского государственного научного центра
- 2013—2019 — заместитель генерального директора по судостроению и морской техники Крыловского государственного научного центра[2]
- 2020—2022 — декан Факультета Кораблестроения и Океанотехники Санкт-Петербургского Морского технического университета
- 2022—н.в. — директор Передовой инженерной школы при Санкт-Петербургском  Морском техническом университете

### Работа по совместительству
- 1992—2006 — ведущий научный сотрудник Арктического и Антарктического НИИ, отдел ледовых качеств судов
- 2003—2006 — ведущий научный сотрудник 1-го ЦНИИ Министерства обороны РФ
- 2012—2015 — заместитель Председателя Научно-технического совета Российского Морского Регистра судоходства
- 2015—2019 — главный редактор журнала «Транспорт РФ»
- 2020—н.в. — ведущий научный сотрудник лаборатории фундаментальных основ ледотехнических исследований Санкт-Петербургского политехнического университета Петра Великого

## Научные достижения
- Участник более 180 проектов в области судостроения, судоходства и морской техники как в Российской Федерации, так и совместно с зарубежными партнёрами (Финляндия, Германия, Южная Корея, Китай, США, Великобритания, Швеция, Норвегия, Япония) в качестве исполнителя и руководителя проекта.
- Участник более 15 экспедиций в Арктику и натурных испытаний судов.
- Начальник Центра исследований и проектных разработок средств освоения ресурсов морей и океанов[3].
- Член трёх диссертационных советов по защитам диссертаций. Руководитель четырёх успешно защитившихся кандидатов наук.

## Награды и премии
- Медаль ордена «300 лет Санкт-Петербурга» (2003)
- Благодарность Министерства промышленности и торговли России (2014)
- Звание «Почетный судостроитель» (2017)
- Премии имени академика А. Н. Крылова 3 степени

## Публикации
Автор более 150 публикаций, включая две монографии, два учебника, два учебных пособия. Научный редактор 10 изданий.